# Histoires de
Histoires de (с фр. — «Истории») — третий сборник французской певицы Милен Фармер, выпущенный 4 декабря 2020 года на лейблах Stuffed Monkey и #NP.

## Об альбоме
Это уже третий сборник лучших песен Милен Фармер, после Les Mots (2001) и 2001.2011 (2011). Перед релизом альбома был выпущен документальный фильм «Mylène Farmer: L’ultime création», ещё раньше, 18 сентября 2020 года, вышел новый сингл «L’Âme dans l’eau» — кавер на песню «Ulay Oh» группы How I Became the Bomb.
Сборник представляет собой микс из концертных выступлений и студийных версий песен. В первой части представлены только лайв-версии из разных концертов, причём ремикшированы они таким образом, что это совершенно не ощущается. На втором и третьем диске представлены песни, записанные с 1999 (то-есть начиная с альбома Innamoramento) по 2020 годы. Песни из раннего периода карьеры Милен представлены только в концертных вариантах. Всего на альбоме содержится 52 песни.

## Коммерческий успех
Альбом сумел войти в первую пятёрку в чартах Валлонии (№ 2) и Швейцарии (№ 5). Во Франции альбом занял первое место по количеству проданных копий на физических носителях, а также второе по общим продажам. Всего через неделю после релиз сборник получил золотую сертификацию во Франции.

## Список композиций
| №                   | Название                               | Автор(ы)                       | Из альбома                        | Длительность |
| ------------------- | -------------------------------------- | ------------------------------ | --------------------------------- | ------------ |
| 1.                  | «Libertine» (Live)                     | Лоран Бутонна, Жан-Клод Декеан | N° 5 on Tour (2009)               | 5:37         |
| 2.                  | «Sans logique» (Live)                  | Милен Фармер, Лоран Бутонна    | Live 2019 (2019)                  | 3:50         |
| 3.                  | «Sans contrefaçon» (Live)              | Милен Фармер, Лоран Бутонна    | N° 5 on Tour (2009)               | 4:10         |
| 4.                  | «Ainsi soit je…» (Live)                | Милен Фармер, Лоран Бутонна    | N° 5 on Tour (2009)               | 4:19         |
| 5.                  | «Pourvu qu’elles soient douces» (Live) | Милен Фармер, Лоран Бутонна    | Live 2019 (2019)                  | 5:23         |
| 6.                  | «Je t’aime mélancolie» (Live)          | Милен Фармер, Лоран Бутонна    | Timeless 2013 (2013)              | 5:02         |
| 7.                  | «Regrets» (Live)                       | Милен Фармер, Лоран Бутонна    | Mylenium Tour (2000)              | 5:06         |
| 8.                  | «Désenchantée» (Live)                  | Милен Фармер, Лоран Бутонна    | Timeless 2013 (2013)              | 6:20         |
| 9.                  | «Beyond My Control» (Live)             | Милен Фармер, Лоран Бутонна    | Mylenium Tour (2000)              | 4:56         |
| 10.                 | «XXL» (Live)                           | Милен Фармер, Лоран Бутонна    | Avant que l’ombre… à Bercy (2006) | 4:49         |
| 11.                 | «California» (Live)                    | Милен Фармер, Лоран Бутонна    | Avant que l’ombre… à Bercy (2006) | 5:23         |
| 12.                 | «Rêver» (Live)                         | Милен Фармер, Лоран Бутонна    | N° 5 on Tour (2009)               | 5:22         |
| 13.                 | «Comme j’ai mal» (Live)                | Милен Фармер, Лоран Бутонна    | Timeless 2013 (2013)              | 3:49         |
| 14.                 | «L’Instant X» (Live)                   | Милен Фармер, Лоран Бутонна    | N° 5 on Tour (2009)               | 4:54         |
| 15.                 | «Mad World» (feat. Gary Jules) (Live)  | Роланд Орзабал                 | Timeless 2013 (2013)              | 3:26         |
| 16.                 | «Diabolique mon ange» (Live)           | Милен Фармер, Дариус Килер     | Timeless 2013 (2013)              | 5:13         |
| Общая длительность: | Общая длительность:                    | Общая длительность:            | Общая длительность:               | 75:30        |

| №                   | Название                        | Автор(ы)                    | Из альбома                | Длительность |
| ------------------- | ------------------------------- | --------------------------- | ------------------------- | ------------ |
| 1.                  | «Innamoramento»                 | Милен Фармер, Лоран Бутонна | Innamoramento (1999)      | 5:25         |
| 2.                  | «L’Âme-Stram-Gram»              | Милен Фармер, Лоран Бутонна | Innamoramento (1999)      | 4:23         |
| 3.                  | «Souviens-toi du jour…»         | Милен Фармер, Лоран Бутонна | Innamoramento (1999)      | 4:59         |
| 4.                  | «Optimistique-moi»              | Милен Фармер                | Innamoramento (1999)      | 4:21         |
| 5.                  | «Je te rends ton amour»         | Милен Фармер, Лоран Бутонна | Innamoramento (1999)      | 5:10         |
| 6.                  | «C’est une belle journée»       | Милен Фармер, Лоран Бутонна | Les Mots (2001)           | 4:17         |
| 7.                  | «Les Mots» (feat. Seal)         | Милен Фармер, Лоран Бутонна | Les Mots (2001)           | 4:49         |
| 8.                  | «Fuck Them All»                 | Милен Фармер, Лоран Бутонна | Avant que l’ombre… (2005) | 4:35         |
| 9.                  | «L’Amour n’est rien…»           | Милен Фармер, Лоран Бутонна | Avant que l’ombre… (2005) | 5:06         |
| 10.                 | «Avant que l’ombre…»            | Милен Фармер, Лоран Бутонна | Avant que l’ombre… (2005) | 5:58         |
| 11.                 | «Q.I»                           | Милен Фармер, Лоран Бутонна | Avant que l’ombre… (2005) | 5:25         |
| 12.                 | «Redonne-moi»                   | Милен Фармер, Лоран Бутонна | Avant que l’ombre… (2005) | 4:25         |
| 13.                 | «Dégénération» (Radio Edit)     | Милен Фармер, Лоран Бутонна | Point de suture (2008)    | 4:07         |
| 14.                 | «C’est dans l’air» (Radio Edit) | Милен Фармер, Лоран Бутонна | Point de suture (2008)    | 3:37         |
| 15.                 | «Appelle mon numéro»            | Милен Фармер, Лоран Бутонна | Point de suture (2008)    | 5:31         |
| 16.                 | «Si j’avais au moins…»          | Милен Фармер, Лоран Бутонна | Point de suture (2008)    | 5:31         |
| Общая длительность: | Общая длительность:             | Общая длительность:         | Общая длительность:       | 77:30        |

| №                   | Название                   | Автор(ы) | Из альбома             | Длительность |
| ------------------- | -------------------------- | --- | ---------------------- | ------------ |
| 1.                  | «Oui mais… non»            | Милен Фармер, RedOne                                                                                              | Bleu noir (2010)       | 4:21         |
| 2.                  | «Bleu noir»                | Милен Фармер, Моби                                                                                                | Bleu noir (2010)       | 4:05         |
| 3.                  | «M’effondre»               | Милен Фармер, Моби                                                                                                | Bleu noir (2010)       | 3:33         |
| 4.                  | «Lonely Lisa»              | Милен Фармер, RedOne                                                                                              | Bleu noir (2010)       | 3:02         |
| 5.                  | «Du temps»                 | Милен Фармер, Лоран Бутонна                                                                                       | 2001.2011 (2011)       | 3:38         |
| 6.                  | «À force de…»              | Милен Фармер, Лоран Бутонна                                                                                       | Monkey Me (2012)       | 4:06         |
| 7.                  | «Monkey Me»                | Милен Фармер, Лоран Бутонна                                                                                       | Monkey Me (2012)       | 4:12         |
| 8.                  | «À l’ombre»                | Милен Фармер, Лоран Бутонна                                                                                       | Monkey Me (2012)       | 4:48         |
| 9.                  | «Je te dis tout»           | Милен Фармер, Лоран Бутонна                                                                                       | Monkey Me (2012)       | 5:30         |
| 10.                 | «Interstellaires»          | Милен Фармер, Мартин Кирзенбаум                                                                                   | Interstellaires (2015) | 3:12         |
| 11.                 | «Stolen Car» (feat. Sting) | Милен Фармер, Стинг                                                                                               | Interstellaires (2015) | 3:23         |
| 12.                 | «City of Love»             | Милен Фармер, Мартин Кирзенбаум, Мэтью Кома                                                                       | Interstellaires (2015) | 4:27         |
| 13.                 | «Un jour ou l’autre»       | Милен Фармер, Мартин Кирзенбаум                                                                                   | Interstellaires (2015) | 4:27         |
| 14.                 | «Rolling Stone»            | Милен Фармер, Федер, Джоанна Айзер, Питер Хоуп, Анастассия Циммерман, Эшли Хиклин, Кимберли Софорд, Квентин Сегод | Désobéissance (2018)   | 3:45         |
| 15.                 | «N’oublie pas» (feat. LP)  | Милен Фармер, Лаура Перголицци, Нейт Кампани, Майк Дель Рио                                                       | Désobéissance (2018)   | 3:40         |
| 16.                 | «Désobéissance»            | Милен Фармер, Леон Дойчман                                                                                        | Désobéissance (2018)   | 4:00         |
| 17.                 | «Sentimentale»             | Милен Фармер, Федер, Квентин Сегод                                                                                | Désobéissance (2018)   | 4:16         |
| 18.                 | «Des larmes»               | Милен Фармер, Майк Дель Рио, Лаура Перголицци                                                                     | Désobéissance (2018)   | 3:49         |
| 19.                 | «Histoires de fesses»      | Милен Фармер, Федер                                                                                               | Désobéissance (2018)   | 1:58         |
| 20.                 | «L’Âme dans l’eau»         | Милен Фармер, Джонатан Бёрр, Адам Ричардсон                                                                       | неизданная ранее       | 3:07         |
| Общая длительность: | Общая длительность:        | Общая длительность:                                                                                               | Общая длительность:    | 77:10        |

## Чарты
| Чарт (2020-21)                  | Высшая позиция |
| ------------------------------- | -------------- |
| Бельгия/Валлония (Ultratop)     | 2              |
| Франция (SNEP)                  | 2              |
| Франция (SNEP — Physiques)      | 1              |
| Швейцария (Schweizer Hitparade) | 5              |
| Швейцария/Романдия (GfK)        | 48             |

| Чарт (2020)                 | Позиция |
| --------------------------- | ------- |
| Бельгия/Валлония (Ultratop) | 99      |
| Франция (SNEP)              | 43      |
| Чарт (2021)                 | Позиция |
| Бельгия/Валлония (Ultratop) | 58      |
| Франция (SNEP)              | 97      |

## Сертификации и продажи
| Регион                                                       | Сертификация | Продажи |
| ------------------------------------------------------------ | ------------ | ------- |
| Франция (SNEP)                                               | Платиновый   | 100 000 |
| * Данные о продажах приведены только на основе сертификации. |              |         |